# العشارنة
العشارنة قرية تتبع ناحية سلحب في منطقة السقيلبية التابعة لمحافظة حماة في سوريا. تقع شمال غرب مدينة حماة. یوجد فيها تل أثري یضم مدینة تونیب الأثریة التي تعود إلى فترة الألف الثالث قبل المیلاد (فترة البرونز القدیم الرابع).
قبل اندلاع الثورة السوريَّة، كان عدد سكانها يبلغ 6347 نسمة حسب تعداد عام 2004 الذي أجراه المكتب المركزي للإحصاء، وجلّهم من المسلمين السُّنّة.
قام نظام الأسد خلال الثورة بتهجير سكان القرية قسرًا، واستقدم محلّهم علويين من قرية اشتبرق، وذلك في سياق سياسة التغيير الديموغرافي الممنهج التي كان يتبعها.

## التاريخ
لم تكن قرية العشارنة بمنأى عن حملة القمع التي شنّها نظام الأسد على المنطقة إبَّان الثورة السورية. ففي يوم 4 آذار (مارس) عام 2012، اقتحم جيش الأسد القرية وسط إطلاق نار كثيف، ممّا أسفر عن سقوط العديد من الجرحى. كما قامت قوات الأسد بحملة مداهمة للمنازل، وحرقت منازل بعض الأهالي، فضلًا عن شنّها حملة اعتقالات تعسفية، فكان من بين الذين تم اعتقالهم رجل طاعن في السن.